# Sphex cristi
Sphex cristi är en biart som beskrevs av Genaro in Genaro och Juarrero 2000. Sphex cristi ingår i släktet Sphex och familjen grävsteklar. Inga underarter finns listade i Catalogue of Life.